# Archiwum Ringelbluma – edycja książkowa
Archiwum Ringelbluma – pełna edycja książkowa Podziemnego Archiwum Getta Warszawy, utworzonego w 1940 r. z inicjatywy dra Emanuela Ringelbluma i prowadzonego do 1943 przez konspiracyjny zespół badaczy Oneg Szabat.
Dokumenty z kolekcji Oneg Szabat przetrwały ukryte w bańkach na mleko i metalowych skrzynkach zakopanych w ziemi na terenie getta warszawskiego. Wydane zostały w całości po polsku przez Żydowski Instytut Historyczny w latach 1997–2000 i 2011–2020. Kilka tysięcy dokumentów (w sumie 28 tys. kart), relacji, listów, opracowań przygotowanych przez zespół Oneg Szabat, druków konspiracyjnych, fotografii, utworów literackich, dokumentów prywatnych i innych, pisanych głównie w jidysz, po hebrajsku i polsku, znalazło się w 36 tomach (plus 2 tomy "podwójne" - 25A oraz 29A). Zostały one poprzedzone Inwentarzem, przewodnikiem po kolekcji dokumentów Archiwum Ringelbluma, opracowanym przez Tadeusza Epszteina.

## Spis tomów
- Tom 1 Listy o Zagładzie, oprac. Ruta Sakowska
- Tom 2 Dzieci – Tajne nauczanie w Getcie Warszawskim, oprac. Ruta Sakowska
- Tom 3 Relacje z Kresów, oprac. Andrzej Żbikowski
- Tom 4 Życie i twórczość Geli Seksztajn, oprac. Magdalena Tarnowska
- Tom 5 Getto Warszawskie, oprac. Katarzyna Person
- Tom 6 Generalne Gubernatorstwo, oprac. Aleksandra Bańkowska
- Tom 7 Spuścizny, oprac. Katarzyna Person
- Tom 8 Tereny wcielone do Rzeszy: Okręg Rzeszy Gdańsk-Prusy Zachodnie. Rejencja Ciechanowska. Górny Śląsk, oprac. Magdalena Siek
- Tom 9 Tereny wcielone do Rzeszy: Kraj Warty, oprac. Magdalena Siek
- Tom 10 Losy Żydów łódzkich (1939–1942), oprac. Monika Polit (plus CD ze skanami dokumentów)
- Tom 11 Ludzie i prace „Oneg szabat”, oprac. Aleksandra Bańkowska, Tadeusz Epsztein
- Tom 12 Rada Żydowska w Warszawie 1939–1943, oprac. Marta Janczewska
- Tom 13 Ostatnim etapem przesiedlenia jest śmierć: Pomiechówek, Chełmno nad Nerem, Treblinka, oprac. Ewa Wiatr, Barbara Engelking, Alina Skibińska
- Tom 14 Kolekcja Hersza Wassera, oprac. Katarzyna Person
- Tom 15 Wrzesień 1939. Listy kaliskie. Listy płockie, oprac. Tadeusz Epsztein, Justyna Majewska, Aleksandra Bańkowska
- Tom 16 Prasa Getta Warszawskiego: Bund i Cukunft, oprac. Martyna Rusiniak-Karwat i Alicja Jarkowska-Natkaniec
- Tom 17 Prasa Getta Warszawskiego: Poalej Syjon Lewica i Poalej Syjon Prawica, oprac. Eleonora Bergman, Tadeusz Epsztein, Maciej Wójcicki
- Tom 18 Prasa Getta Warszawskiego: Haszomer Hacair, oprac. Ewa Koźmińska-Frejlak, Magdalena Siek
- Tom 19 Prasa Getta Warszawskiego: Hechaluc Dror i Gordonia, oprac. Piotr Laskowski, Sebastian Matuszewski
- Tom 20 Prasa Getta Warszawskiego: Ugrupowania prawicowe, oprac. Marcin Urynowicz
- Tom 21 Prasa Getta Warszawskiego: radykalna lewica niesyjonistyczna, oprac. Piotr Laskowski, Sebastian Matuszewski
- Tom 22 Prasa Getta Warszawskiego: wiadomości z nasłuchu radiowego, oprac. Maria Ferenc-Piotrowska, Franciszek Zakrzewski
- Tom 23 Dzienniki z Getta Warszawskiego, oprac. Katarzyna Person, Zofia Trębacz, Michał Trębacz
- Tom 24 Obozy pracy przymusowej, oprac. Marta Janczewska
- Tom 25 Pisma rabina Kalonimusa Kalmana Szapiry, oprac. Marta Dudzik-Rudkowska
- Tom 25A Kazania rabina Kalonimusa Kalmana Szapiry z lat 1939–1942, oprac. Daniel Reiser
- Tom 26 Utwory literackie z Getta Warszawskiego, oprac. Agnieszka Żółkiewska, Marek Tuszewicki
- Tom 27 Żydowska samopomoc społeczna w Warszawie (1939–1943), oprac. Aleksandra Bańkowska, Maria Ferenc-Piotrowska
- Tom 28 Cwi Pryłucki. Wspomnienia (1905–1939), oprac. Joanna Nalewajko-Kulikov
- Tom 29 Pisma z getta Emanuela Ringelbluma, oprac. Joanna Nalewajko-Kulikov
- Tom 29A Pisma Emanuela Ringelbluma z bunkra, oprac. Eleonora Bergman, Tadeusz Epsztein, Magdalena Siek
- Tom 30 Pisma Chaskiela Wilczyńskiego, oprac. Eleonora Bergman, Tadeusz Epsztein
- Tom 31 Pisma Pereca Opoczyńskiego, oprac. Monika Polit
- Tom 32 Pisma rabina Szymona Huberbanda, oprac. Anna Ciałowicz
- Tom 33 Getto Warszawskie cz. I, oprac. Tadeusz Epsztein, Katarzyna Person
- Tom 34 Getto Warszawskie cz. II, oprac. Tadeusz Epsztein
- Tom 35 Pisma historyczne Emanuela Ringelbluma, oprac. Paweł Fijałkowski
- Tom 36 Uzupełnienia
- Inwentarz, oprac. Tadeusz Epsztein
- Wykaz sygnatur dokumentów